# Konstantin Szypajew
Konstantin Olegowicz Szypajew (ros. Константин Олегович Шипаев; ur. 15 października 1985) – rosyjski zapaśnik walczący w stylu klasycznym. Brązowy medalista uniwersyteckich mistrzostw świata z 2012. Trzeci na mistrzostwach Rosji w 2012 roku.